# Кунь-Коман
Кунь-Коман — озеро в Узункольском районе Костанайской области Казахстана. Находится в 4 км к юго-западу от Речное (быв. свх им. Чапаева).
По данным топографической съёмки 1944 года, площадь поверхности озера составляет 1,49 км². Наибольшая длина озера — 1,9 км, наибольшая ширина — 1,3 км. Длина береговой линии составляет 5 км, развитие береговой линии — 1,15. Озеро расположено на высоте 157 м над уровнем моря.